# Houroun
Houroun ou Horôn est le nom d'un dieu du panthéon égyptien à tête de faucon et d'origine syro-cananéenne. Il fut assimilé à Harmakhis.
Ce dieu faucon aurait été assimilé à Horus sous le Nouvel Empire ; une effigie retrouvée à Tanis le représente entourant Ramsès II, alors enfant, de sa protection.